# 蔣丙
蔣丙（？—1346年），元朝道州瑶族人。
元惠宗至正元年（1341年）四月初一丁丑（4月16日），聚众反元，攻克江华县。十一月丙子，何仁甫聚众起事，联合蔣丙，瑶民二百余寨响应。至正二年（1342年），元朝湖广行省平章事巴布勒镇压，重创瑶民起事军。九月，蔣丙被推举为顺天王，在连州、桂州（今广西桂林）、靖州、浔州（今广西桂平）一带活动，到了至正六年（1346年）十月，蔣丙起事失败。